# Mulmur (Ontario)
Mulmur to gmina (ang. township) w Kanadzie, w prowincji Ontario, w hrabstwie Dufferin.
Powierzchnia Mulmur to 286,73 km².
Według danych spisu powszechnego z roku 2001 Mulmur liczy 3099 mieszkańców (10,81 os./km²).